# Волузиан
Гай Вибий Афиний Галл Велдумниан Волузиан (лат. Gaius Vibius Afinius Gallus Veldumnianus Volusianus), более известный в римской историографии как Волузиан, — римский император, правивший в 251—253 годах.
Выходец из древнего этрусского рода, Волузиан был сыном наместника одной из мёзийских провинций Требониана Галла. Когда в 251 году римская армия потерпела поражение от готов в битве при Абритте, в которой погиб император Деций Траян и его сын Геренний Этруск, отец Волузиана был провозглашён императором. Он назначил своего сына цезарем, а вскоре сделал августом. В их правление на Римскую империю обрушилась крупномасштабная эпидемия чумы, одновременно с которой персидское вторжение разорило восточные провинции. Через два года после прихода к власти Галл и Волузиан были убиты своими солдатами во время мятежа мёзийского наместника Марка Эмилия Эмилиана.

## Биография
Гай Вибий Афиний Галл Велдумниан Волузиан родился около 230 года в семье будущего императора Требониана Галла и Афинии Гемины Бебианы. Его полное имя восстанавливается из надписей на монетах, отчеканенных в Антиохии. Волузиан происходил из древнего этрусского рода из умбрийской Перузии. Согласно предположению Д. Кинаста, его предком мог быть некий Гай Вибий Галл Прокулейан, а дедом — Гай Вибий Велдумниан, чьи имена известны из посвятительной надписи на основании статуи, датированной приблизительно 205 годом. У Волузиана была также сестра по имени Вибия Галла.
К моменту прихода к власти отец Волузиана занимал должность легата пропретора одной из мёзийских провинций. В 250 году карпы вторглись в Дакию, в то время как готы под предводительством своего короля Книвы напали на Мёзию. Требониан Галл успешно отразил их нападение на Новы. Вскоре на театр военных действий прибыл император Деций Траян со своим сыном Гереннием Этруском. Они с переменным успехом сражались с захватчиками, но в июне 251 года погибли в сражении при Абритте. Византийский историк V века Зосим полагал, что поражение римской армии произошло в результате предательства Требониана, вступившего в сговор с готами, хотя современные историки считают его версию безосновательной. Выжившие после катастрофы солдаты провозгласили императором отца Волузиана.
Придя к власти Требониан Галл заключил неблагоприятный мир с готами: он позволил им забрать всех пленных и награбленную добычу, а также начал выплату ежегодной дани. По прибытии в Рим он усыновил второго сына Деция Гостилиана и провозгласил его августом. Волузиан же получил титул цезаря. Существует версия, не имеющая, впрочем, надёжных доказательств, что он женился на дочери Деция. Вскоре, в июле или августе Гостилиан скончался от чумы, хотя Зосим обвиняет Требониана Галла в подготовке покушения на него. После смерти Гостилиана Волузиан стал августом и соправителем своего отца. Л. Грозданова полагает, что Волузиан не просто формально занимал эту должность, но и активно принимал участие в управлении империей вместе со своим отцом. В это время на государство обрушилась крупномасштабная эпидемия чумы, которая серьёзно ослабила его экономический и военный потенциал. Когда чума начала опустошать столицу, Требониан Галл обеспечил надлежащее захоронение для всех жертв этой болезни, даже самым бедным слоям населения, получив в народе поддержку и признание. При Галле и Волузиане имели место отдельные случаи притеснения христиан, хотя говорить о продолжении централизованных гонений эпохи Деция не приходится. Зачастую в нарративных источниках отец и сын обвиняются в медлительности и безразличии к государственным делам, и такое мнение было перенесено в современные исследования. Однако, некоторые историки отмечают, что в провинциальных надписях упоминания Волузиана встречаются даже чаще, чем упоминания его отца. Основываясь на этом, они полагают, что молодой правитель проводил в провинциях больше времени, чем Требониан Галл, и пользовался определённой свободой в принятии решений. Многочисленные посвятительные надписи, датированные 252 годом, свидетельствуют о том, что молодой август предпринял поездку по Италии и побывал в некоторых провинциях: Бетике, Норике, Нижней Паннонии, Далмации и Дакии.
Наряду с внутренними проблемами Римская империя в правление Требониана Галла и Волузиана столкнулась и с внешними угрозами. В 251 году персидский царь Шапур I вторгся в Армению и присоединил её к своему государству. Армянский царь Хосров II был убит, а его сын Трдат вывезен в Рим, что привело к нарушению договора, заключенного между Филиппом I Арабом и Сасанидами. С его бегством была найдена формальная причина персидского вторжения на римскую территорию. Однако на самом деле более вероятной причиной стало нестабильное положение империи, неспособной адекватно отреагировать на угрозу. В результате Шапур воспользовался этим и напал на провинцию Сирия. Уже к концу 251 — началу 252 года персы захватили Нисибис, а в 252 году пересекли реку Евфрат и овладели крепостями Дура-Европос и Цирцессиум, нанеся римской армии чувствительное поражение в сражении при Барбалиссе, в котором погибло до 60 тысяч римлян. Кроме того, сын персидского царя Ормизд совершил набег на Каппадокию. Затем благодаря предательству пала и сирийская столица Антиохия. С 252 по 253 год персы проводили рейды на римскую территорию, хотя и натолкнулись на сопротивление местных сил. Как отметили историки, в это время антиохийский монетный двор отчеканил множество антонинианов. Это косвенно указывает на то, что, вероятно, Требониан Галл готовил поход против персов, а монеты предназначались для выплаты жалованья солдатам. По версии одних исследователей, Волузиан лично прибыл на театр военных действий и возглавил борьбу, другие полагают, что он не успел достичь Антиохии, поскольку та оказалась захвачена персами. Помимо этого, юный император мог участвовать в борьбе с набегами готов на Малую Азию.
Тем временем наместник Мёзии Марк Эмилий Эмилиан отказался соблюдать условия заключенного Галлом мирного договора и платить дань готам. Когда те в отместку вторглись в придунайские провинции, он нанёс им поражение. В результате солдаты провозгласили его императором. Эмилиан немедленно выдвинул свою армию к Риму. Стремясь помешать Эмилиану достичь Италии, Галл и Волузиан собрали войско и направились на север. Также Требониан послал Публия Лициния Валериана за подкреплением в галльские и германские провинции, чтобы усилить свою армию, идущую на север, но Валериан не успел вовремя вернуться. Армия Галла и Волузиана двигалась медленно и достигла Интерамны только к августу 253 года, когда до них дошли слухи, что Эмилиан уже вошёл в Италию с большими силами и быстро приближается. Узнав об этом и опасаясь поражения, войска Галла взбунтовались и убили двух соправителей. По другой версии, Галл и Волузиан погибли около города Форум Фламиния. Византийский историк Иоанн Зонара утверждает, что между противоборствующими сторонами произошло сражение.
После смерти Волузиан был предан проклятию памяти, но впоследствии его обожествили, по всей видимости, в правление Валериана.